# Bernhard Hinrichs
Bernhard Hinrichs (* 14. November 1819 in Jessin, heute Grimmen; † nach 1867) war Gutsbesitzer und Mitglied des Konstituierenden Reichstags des Norddeutschen Bundes.

## Leben
Hinrichs besuchte bis 1840 das Sundische Gymnasium zu Stralsund und studierte Rechtswissenschaften an den Universitäten Berlin und Heidelberg. Danach war er Auskultator in Schwedt und ab 1849 Gutsbesitzer in Jessin.
Ab 1858 war er Mitglied des Preußischen Abgeordnetenhauses für Greifswald-Grimmen und 1867 war er Mitglied des Konstituierenden Reichstags des Norddeutschen Bundes für den Wahlkreis Stralsund 1 (Landkreis Rügen, Stralsund, Landkreis Franzburg) und die Nationalliberale Partei.